# Peniscopia
La peniscopia è un esame analogo alla colposcopia, che permette di evidenziare lesioni del pene, eseguito anch'esso tramite il colposcopio.
Trattandosi di un'osservazione esterna si tratta di un esame indolore.

## Indicazioni
Viene talvolta usato nella diagnosi di malattie sessualmente trasmissibili, in particolar modo nelle infezioni da HPV, dove dimostra una buona specificità ma una bassa sensibilità.